# جام ملت های آسیا
جام آسیا که رسماً به عنوان جام مردانه آی سی سی یا جام ACC شناخته می‌شود، یک تورنمنت بین‌المللی کریکت مردان است که بین کشورهای آسیایی در قالب یک روزه بین‌المللی (50 اور) و کریکت بیست 20 بین‌المللی (20 اور) به رقابت می‌پردازد. در سال 1983 زمانی که شورای کریکت آسیایی به عنوان اقدامی برای ترویج حسن نیت بین کشورهای آسیایی تأسیس شد. در ابتدا قرار بود هر دو سال یکبار برگزار شود. جام آسیا تنها قهرمانی قاره ای در کریکت است و تیم برنده قهرمان آسیا می شود. هر 2 سال یکبار بین فرمت های ODI و T20 جایگزین می شود.